# مجموعه ورزشی براکاس
مجموعه ورزشی براکاس (به لاتین: Berakas Sports Complex) یک ورزشگاه در برونئی است که در بندر سری بگاوان واقع شده‌است.